# Керимов, Бурхан Керимович
Бурхан Керимович Керимов  (25 мая 1922, г. Агдаш, Азербайджанская ССР — 4 декабря 2010, Москва, Россия) — советский, азербайджанский и российский физик, специалист в области квантовой теории поля и физики элементарных частиц. Заслуженный профессор МГУ (2000).

## Биография
Керимов Бурхан Керимович родился 25 мая 1922 года в городе Агдаш, Азербайджанская ССР. Отец, Керимов Баба Керим Самед оглы, был выходцем из семьи учителя медресе в г. Шемахе Азербайджана, работал в торговле. Мать, Керимова Бика Баги гызы, была домохозяйкой. В 1939 году, окончив школу, Бурхан Керимович поступил на физико-математический факультет Азербайджанского государственного университета. В 1944 году окончил с отличием физико-математический факультет Азербайджанского государственного университета в г. Баку, в 1949 году — аспирантуру физического факультета МГУ. Его научным руководителем во время учебы в аспирантуре был ученый в области квантовой теории поля и физики элементарных частиц, профессор А. А. Соколов.
Кандидат физико-математических наук (1950). Доктор физико-математических наук (1962). Доцент (1952). Старший научный сотрудник (1959). Профессор (1978).
В 1950—1953 годах работал старшим преподавателем, затем доцентом кафедры теоретической физики Азербайджанского государственного университета, читал курсы лекций по квантовой механике, электродинамике и электронной теории.
С 1953 года работал на кафедре теоретической физики физического факультета МГУ работал сначала в должности старшего научного сотрудника (1953—1976), а с 1976 года — в должности профессора. В 1964—1972 годах работал по совместительству профессором кафедры теоретической физики Университета дружбы народов, читал курс лекций по теории ядра и элементарных частиц.
Керимов Бурхан Керимович был членом специализированных советов К.053.05.18 (1965—2001), Д.053.05.41 (1974—1989) при МГУ, К.053.22.01 при УДН (1970—1989), членом Российского физического общества (1990).

## Педагогическая деятельность
Бурхан Керимов читал в Московском университете спецкурсы «Вопросы теории ядра и элементарных частиц», «Вопросы теории электромагнитного и слабого взаимодействий», «Фундаментальные частицы и взаимодействия» на физическом факультете и курс «Общая и теоретическая механика» в течение 17 лет (1976—1993) на инженерном потоке физического факультета, а также лекции по проблемам физики элементарных частиц для слушателей ФПК.
За годы работы в МГУ подготовил 28 кандидатов наук, в том числе из зарубежных стран (Индия, Египет, Ирак, Ливан, Сирия, Португалия, Греция) и 3 доктора наук. Учениками профессора Б. Керимова были выпускник физического факультета МГУ, зав. кафедрой общей математики и математической физики Тверского государственного университета, профессор В. П. Цветков; доцент кафедры физики Технического университета Лиссабона Ана Мария Моурао (Ana Maria Mourão) и др.

## Научная деятельность
Область научных интересов: квантовая теория поля, физика элементарных частиц и ядерная физика, физика нейтрино, спиновые и структурные явления в фундаментальных взаимодействиях.
- В 1949—1957 гг. исследовал методом Хартри-Фока статистическую модель атомного ядра. Впервые показал возможность объяснения насыщения ядерной плотности и энергии связи в средних и тяжелых ядрах на основе двухнуклонного потенциала взаимодействия мезонной теории, содержащего наряду со спиновой обменной силой и вигнеровскую силу отталкивания.
- В 1955—1958 гг. вместе с А. А. Соколовым разработал теорию дираковских частиц с ориентированным спином применительно к процессам сильного, электромагнитного и слабого взаимодействий. Исследовал процессы упругого потенциального рассеяния релятивистских бесспиновых и поляризованных дираковских частиц по квантовой теории затухания, не связанной с малостью константы взаимодействия, а также проблему несохранения четности в слабых взаимодействиях на основе теории продольно поляризованных дираковских фермионов (бета-распад ядер, нейтрона и др.). Развил теорию четырехкомпонентного дираковского нейтрино.

- В 1958—1995 гг. выполнил работы по исследованию спиновых и структурных явлений в электромагнитных, слабых и электрослабых процессах рассеяния, аннигиляции, рождения и распада с участием фермионов, нейтральных векторных мезонов и калибровочных векторных бозонов и ядер. Получил аналитические выражения для вероятностей, сечений и других характеристик, изучил влияние спиновых корреляций и структурных формфакторов частиц и ядер на механизмы указанных процессов и провел сравнение результатов с данными экспериментов.

В работах последних лет исследовал процессы упругого электрослабого рассеяния (анти)нейтрино и продольно поляризованного электрона на поляризованной и неполяризованной протонной (электронной) мишени с целью критической проверки стандартной модели физики частиц и поиска новых явлений, выходящих за её рамки: электромагнитных свойств нейтрино и калибровочных векторных бозонов W и Z, поведения спиральности нейтрино, аксиальной изоскалярной компоненты и нейтрального слабого магнитного формфактора тока протона и др.
Тема кандидатской диссертации: «К статистической теории тяжелых ядер». Тема докторской диссертации: «Исследования по теории поляризованных фермионов и бозонов».
Бурхан Керимович Керимов скончался 4 декабря 2010 года в Москве в возрасте 88 лет.

## Публикации
Бурхан Керимович Керимов является автором более 240 научных работ, в том числе:
- Б. К. Керимов. К статистической теории атомного ядра. I, III. ЖЭТФ, 1953, т. 24, вып. 3, с. 299 −302; 1956, т. 30, вып. 5, с. 900—914; Потенциал Леви-Клейна в псевдоскалярной мезонной теории и ядерное насыщение. ЖЭТФ, 1957, т. 32, вып. 2, с. 377—379.
- A. Sokolov and B. Kerimov. On the Scattering of Particles by a Force Centre According to the Radiation Damping Theory. Nuovo Cimento, Ser. X, 1957, v. 5, p. 921—939.
- Б. К. Керимов, П. Бурас. Циркулярная поляризация γ-квантов в радиационных лептонном и кварковых распадах W-бозона с электромагнитными моментами. Ядерная физика, 1988, т. 48, вып. 3, с. 795—800.
- Б. К. Керимов, М. Я. Сафин. Сравнительное изучение спиновых асимметрий в упругом нейтрино-, антинейтрино- и электрон-протонном рассеянии. Изв. РАН. Сер. физ., 2002, т. 66, № 10, с. 1465—1470.
- Б. К. Керимов, М. Я. Сафин. Упругое рассеяние (анти)нейтрино на поляризованном электроне и протоне. Киральные параметры нейтральных токов. Изв. РАН. Сер. физ., 2005, т. 69, № 11.
- Spin Correlation in Neutrino (anti-neutrino) electron Scattering with Account of (s, t, p) Interactions of Neutral and Charged Currents. B. K. Kerimov, S. Kh Buzardan, M. Ya. Safin, A.T. Yunis (Moscow State U.). 1977. 8 pp. Published in Izv.Akad.Nauk Ser.Fiz. 41 (1977) p. 203—210.
- Neutrino (anti-neutrino) Deuteron Splitting and Weak Neutral Currents (In Russian. B. K. Kerimov, M. Ya. Safin (Moscow State U.). 1976. 7 pp. Published in Izv.Akad.Nauk Ser.Fiz. 40 (1976) 2263—2269.
- On the Elastic Scattering of Neutrino anti-neutrino by Polarized Proton. B.K. Kerimov, M.Ya. Safin, D. Ishankuliev (Moscow State U.). 1976. 3 pp. Published in Vestn. Mosk. Univ. Fiz.Astron. 17 (1976) p. 621—623.

Публикации в базах данных:
- ADS NASA
- ISTINA

## Награды и звания
- Медаль «Ветеран труда» (1986),
- Почетный знак Минвуза СССР «За отличные успехи в работе».
- Заслуженный профессор МГУ (2000)[2].